# Битва при Алфарробейрі
Би́тва при Алфарробе́йрі (порт. Batalha de Alfarrobeira) — битва, що відбулася 20 травня 1449 року біля Алфарробейри (сучасна Португалія, парафія Віалонга, поблизу Лісабона) між урядовими військами та повстанцями. Першими командував король Афонсу V і його дядько, браганський герцог Афонсу; другими — інший королівський дядько, коїмбрський герцог і регент Педру. Урядові війська, числом до 30 тисяч чоловік, мали значну перевагу над повстанцями, яких нараховувалося лише 6 тисяч. Бій закінчився перемогою короля і браганського герцога. Повсталі втратили дві третини вояків, а сам герцог Педру загинув. Битва поховала претензії коїмбрського герцога-регента на трон; головна лінія Авіської династії зберегла за собою корону. Завдяки перемозі зріс політичний вплив Браганського дому.